# Streitkräfte Bahrains
Die Streitkräfte Bahrains (Bahrain Defense Force) bilden die Landesverteidigung des Königreichs Bahrain. Das ca. 8200 Soldaten starke Militär setzt sich aus den Komponenten Heer, Luftstreitkräfte und Marine zusammen.

## Allgemeines
Bahrain gab 2020 knapp 4,1 Prozent seiner Wirtschaftsleistung oder 1,405 Milliarden US-Dollar für seine Streitkräfte aus. Der Staat ist Mitglied des Golf-Kooperationsrat, die US-Streitkräfte unterhalten größere Stützpunkte der US Air Force und US Navy.

## Militärgeschichte Bahrains
Von 1820 bis zur Unabhängigkeit von Großbritannien 1971 unterhielten die His Majesty’s Armed Forces in Bahrain am Persischen Golf (damaliges englisches Schlagwort „mare britannicum“) Militärverbände. Ab 1935 wurde auf Muharraq durch die Royal Air Force ein Luftstützpunkt aufgebaut und die Royal Navy baute auf den Bahrain angrenzenden Inseln und in Manama Stützpunkte aus bzw. auf. 1962 wurde der Tiefseehafen von Mina Salman noch als Marinebasis ausgebaut.
Nach der Unabhängigkeit 1971 sah die herrschende Dynastie der Al Chalifa keine Gründe, größere Investitionen in die Landesverteidigung zu tätigen. Nach dem Schock der Islamischen Revolution im Iran 1978/1979 wurden neue Konzepte für die Landesverteidigung entwickelt. 1979 wurden bei der Lürssen-Werft zwei Patrouillenboote bestellt, die jedoch nicht dem Militär, sondern der Küstenwache unterstellt wurden.
Nach einem schiitischen Putschversuch 1981 entsandte die saudische Luftwaffe 25 Northrop F-5 und Saudi-Arabien stellte eine Leibwache für die Herrscherfamilie. 1982 übergab der Golfkooperationsrat dem Königreich eine Militärhilfe in Höhe von 1,7 Milliarden USD zum Auf- und Ausbau der Streitkräfte.
1987 wurden die Streitkräfte in separate Teilstreitkräfte umgegliedert, und 1990 fanden die US-Streitkräfte Einzug in Bahrain. Im Rahmen des Zweiten Golfkrieges und des Irakkrieges wurde Bahrain als Aufmarschbasis der USA verwendet.
Wegen der Frage der Zugehörigkeit der Hawar-Inseln gab es drei bewaffnete Grenzkonflikte mit Katar, die durch einen Schiedsspruch des Internationalen Gerichtshofs in Den Haag 2001 beigelegt wurden.

## Heer

Flagge des bahrainischen Heeres

Das 6000 Mann starke Heer gliedert sich in eine Panzerbrigade (zwei Panzer- und ein Aufklärungsbataillon), eine Infanteriebrigade (zwei Bataillone Mechanisierte Infanterie und ein Bataillon Motorisierte Infanterie), eine Artilleriebrigade (eine schwere, zwei mittelschwere, eine leichte Artilleriebatterie und eine MLRS-Batterie), eine Pionierkompanie, ein Flugabwehrbataillon (zwei FlaRak-Batterien und eine Flak-Batterie), ein Bataillon Spezialkräfte, jeweils eine Sanitäts-, Logistik- und Transportkompanie und das Amiri-Gardebataillon.

### Ausrüstung
Im Bestand des bahrainischen Heeres befindet sich folgende Ausrüstung:

#### Fahrzeuge

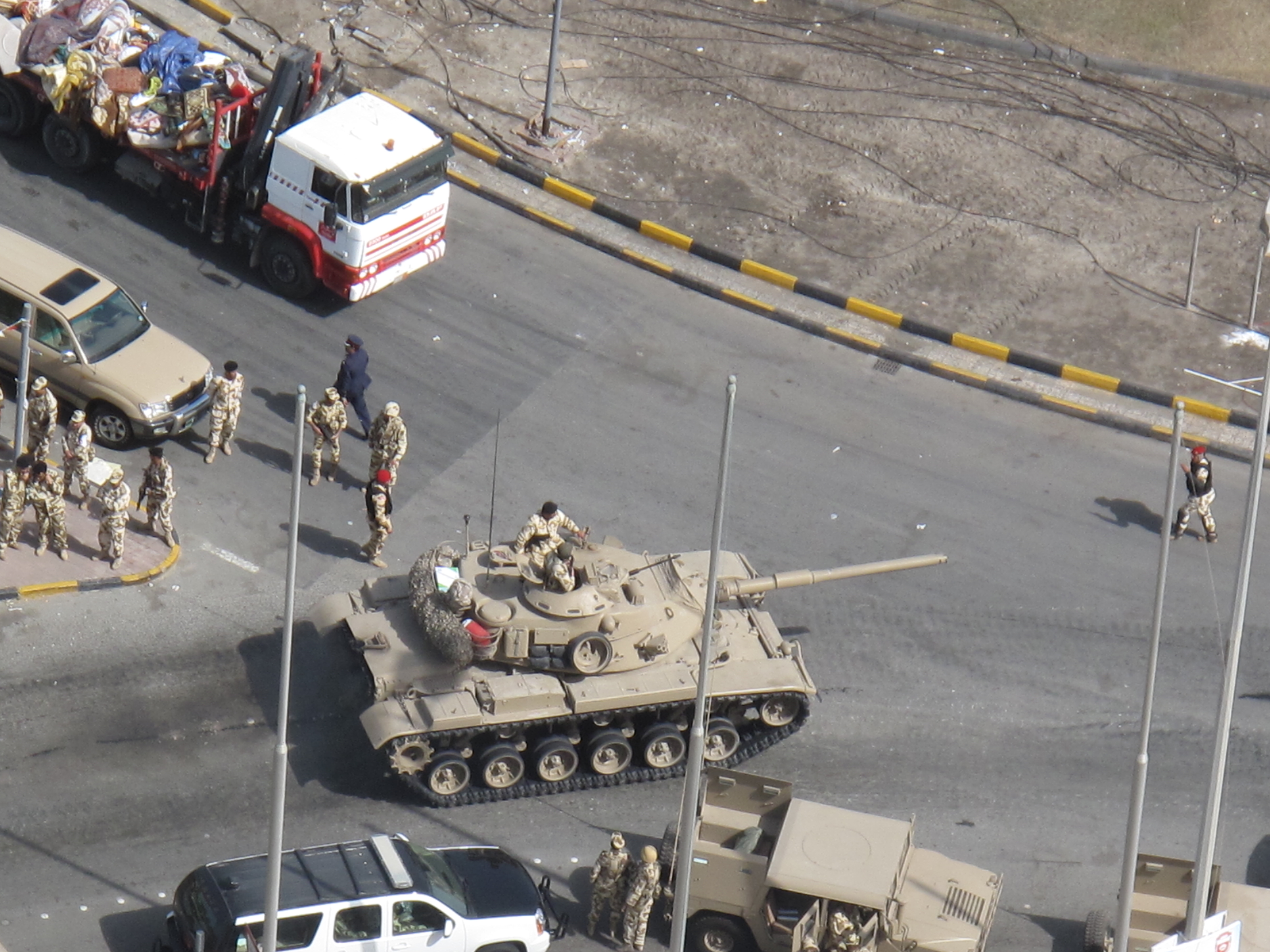
Bahrainischer M60 Kampfpanzer

| Typ           | Herkunft                               | Funktion                              | Version             | Anzahl  | Anmerkungen                                           |
| ------------- | -------------------------------------- | ------------------------------------- | ------------------- | ------- | ----------------------------------------------------- |
| M60           | Vereinigte Staaten                     | Kampfpanzer                           | A3                  | 180     |                                                       |
| Panhard AML   | Frankreich                             | Spähpanzer                            | AML-90              | 22      |                                                       |
| AIFV          | Vereinigte Staaten Niederlande Belgien | Schützenpanzer Mannschaftstransporter | YPR-765 pri B-C25 B | 25 42 8 | 5 Exemplare sind mit Panzerabwehrraketen ausgestattet |
| M113          | Vereinigte Staaten                     | Mannschaftstransporter                | A2                  | 312     | 12 Exemplare sind mit Mörsern ausgestattet            |
| Otokar Arma   | Türkei                                 | Mannschaftstransporter                | 6×6                 |         |                                                       |
| Oshkosh M-ATV | Vereinigte Staaten                     | Mehrzweckfahrzeug                     |                     |         |                                                       |
| Fahd          | Ägypten                                | Bergepanzer                           | Fahd 240            | 53      |                                                       |

#### Artillerie
| Typ            | Herkunft               | Funktion         | Kaliber | Version | Anzahl | Anmerkungen                 |
| -------------- | ---------------------- | ---------------- | ------- | ------- | ------ | --------------------------- |
| M109           | Vereinigte Staaten     | Panzerartillerie | 155 mm  | A5      | 20     |                             |
| M110           | Vereinigte Staaten     | Panzerartillerie | 203 mm  | A2      | 62     |                             |
| L118 Light Gun | Vereinigtes Königreich | Haubitze         | 105 mm  |         | 8      |                             |
| M198           | Vereinigte Staaten     | Haubitze         | 155 mm  |         | 28     |                             |
| SR5            | Volksrepublik China    | Raketenwerfer    | 220 mm  |         | 4      |                             |
| MLRS           | Vereinigte Staaten     | Raketenwerfer    | 227 mm  |         | 9      | Zum Teil mit ATACMS-Raketen |
| L16            | Vereinigtes Königreich | Mörser           | 81 mm   |         | 12     |                             |
| EIMOS          | Spanien                | Mörser           | 81 mm   |         | 20     |                             |

#### Panzer- und Flugabwehr
| Typ                      | Herkunft               | Funktion                | Version         | Anzahl | Anmerkungen                 |
| ------------------------ | ---------------------- | ----------------------- | --------------- | ------ | --------------------------- |
| HMMWV                    | Vereinigte Staaten     | Panzerabwehrfahrzeug    |                 |        | Ausgestattet mit BGM-71 TOW |
| 9P163-3 Kornet-EM        | Russland               | Panzerabwehrfahrzeug    |                 |        |                             |
| M40                      | Vereinigte Staaten     | Rückstoßfreies Geschütz | A1              | 25     |                             |
| L6 Wombat                | Vereinigtes Königreich | Rückstoßfreies Geschütz | MOBAT           | 6      |                             |
| MIM-23 HAWK              | Vereinigte Staaten     | Flugabwehrraketensystem | MIM-23B         | 6      |                             |
| Crotale                  | Frankreich             | Flugabwehrraketensystem |                 | 7      |                             |
| 9K38 Igla                | Sowjetunion            | MANPADS                 | Igla-S          |        | berichtet                   |
| Robotsystem 70           | Schweden               | MANPADS                 |                 |        |                             |
| FIM-92 Stinger           | Vereinigte Staaten     | Flugabwehrrakete        |                 |        |                             |
| Oerlikon Zwillingskanone | Schweiz                | Flugabwehrkanone        | GDF-003 GDF-005 | 12     |                             |
| L/70                     | Schweden               | Flugabwehrkanone        |                 | 12     |                             |

## Marine

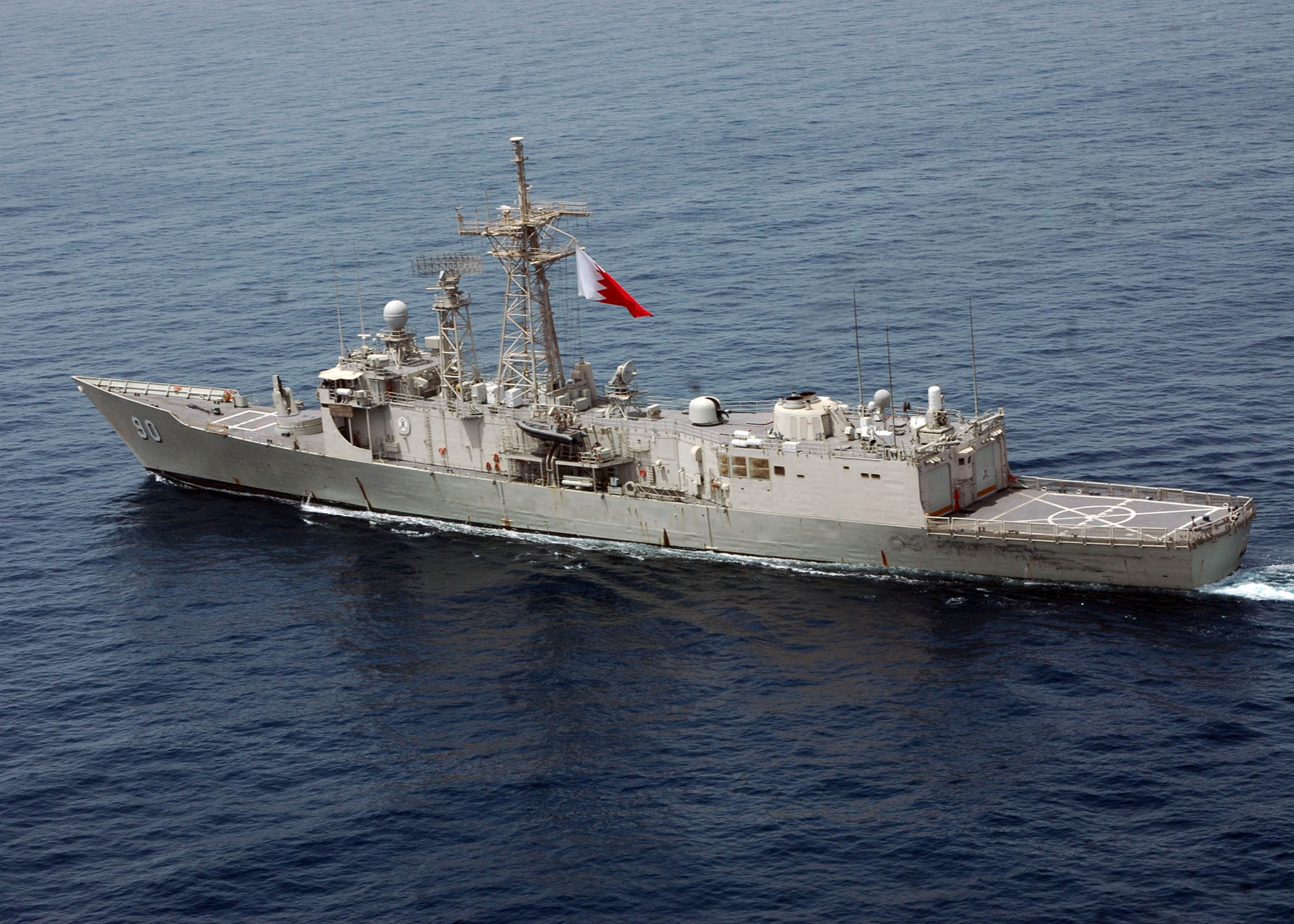
Die Fregatte Sabha der Oliver-Hazard-Perry-Klasse ist seit 1996 im Einsatz

Die 700 Mann starke bahrainische Marine ist neben der saudi-arabischen eine der beiden Marinestreitkräfte des Golfkooperationsrates, die große Schiffstypen verwendet.
Bahrain verfügt über folgende Kriegsschiffe:
| Klasse              | Herkunft                     | Funktion               | Anzahl | Schiffe                                                    | Schiffe     |
| Klasse              | Herkunft                     | Funktion               | Anzahl | Name                                                       | Kennung     |
| ------------------- | ---------------------------- | ---------------------- | ------ | ---------------------------------------------------------- | ----------- |
| Oliver-Hazard-Perry | Vereinigte Staaten           | Fregatte               | 1      | Sabha                                                      | 90          |
|                     | Deutschland                  | Korvette               | 2      | Al Manama Al Muharraq                                      | 50 51       |
|                     | Deutschland                  | Flugkörperschnellboot  | 4      | Ahmed Al Fateh Al Jaberi Abdul Rahman Al Fadel Al Taweelah | 20 21 22 23 |
| River               | Vereinigtes Königreich       | Hochseepatrouillenboot | 1      | Al Zubara                                                  | 80          |
| FPB-38              | Deutschland                  | Patrouillenboot        | 2      | Al Riffa Hawar                                             | 10 11       |
| FPB-20              | Vereinigte Staaten           | Patrouillenboot        | 2      | Al Jarim Al Jasrah                                         | 30 31       |
|                     | Vereinigte Staaten           | Patrouillenboot        | 2      |                                                            |             |
| LCU                 | Vereinigte Staaten           | Landungsschiff         | 4      | Mashtan Rubodh Suwad Jaradh                                | 42 43 44 45 |
|                     | Vereinigte Arabische Emirate | Landungsschiff         | 2      | Dinar Al Hamra                                             | 47 48       |
|                     | Vereinigte Arabische Emirate | Landungsschiff         | 2      |                                                            |             |

Des Weiteren werden zwei Bo 105 eingesetzt. Die Marine hat ihren Stützpunkt in Mina Salman.

## Luftstreitkräfte
Die 1500 Mann starken Luftstreitkräfte gliedern sich großteils in Staffeln, diese sind im Einzelnen:
- 1. Mehrzweckstaffel (F-16C/D)
- 2. Mehrzweckstaffel (F-16C/D)
- 3. Hubschrauberstaffel (AB.212, wird auf UH-60M umgerüstet)
- 4. Schulungsstaffel (T-67)
- 5. Schulungsstaffel (Hawk)
- 6. Mehrzweckstaffel (F-5E/F)
- 7. Staffel (diese Staffel verfügt über keine Luftfahrzeuge)
- 8. Kampfhubschrauberstaffel (AH-1E)
- 9. Kampfhubschrauberstaffel (AH-1E)
- 10. Hubschrauberstaffel (Bo-105)

Des Weiteren bestehen ein Lufttransportgeschwader (RJ, BAe 146) und die königliche Flugbereitschaft (S-70, S-92, UH-60M).

### Luftfahrzeuge
Stand: Ende 2022
| Flugzeug                | Foto           | Herkunft               | Verwendung                 | Version          | Aktiv          | Bestellt       | Anmerkungen                                         |
| Kampfflugzeuge          | Kampfflugzeuge | Kampfflugzeuge         | Kampfflugzeuge             | Kampfflugzeuge   | Kampfflugzeuge | Kampfflugzeuge | Kampfflugzeuge                                      |
| ----------------------- | -------------- | ---------------------- | -------------------------- | ---------------- | -------------- | -------------- | --------------------------------------------------- |
| F-16 Fighting Falcon    |                | Vereinigte Staaten     | Mehrzweckkampfflugzeug     | F-16CF-16V       | 17             | 16             |                                                     |
| Transportflugzeuge      |                |                        |                            |                  |                |                |                                                     |
| C-130 Hercules          |                | Vereinigte Staaten     | Transportflugzeug          | C-130J           | 2              |                |                                                     |
| Cessna 208 Caravan      |                | Vereinigte Staaten     | Transportflugzeug          |                  | 1              |                |                                                     |
| Geschäftsreiseflugzeuge |                |                        |                            |                  |                |                |                                                     |
| Boeing 727              |                | Vereinigte Staaten     | Geschäftsreiseflugzeug     |                  | 1              |                | [ 4 ]                                               |
| Boeing 747              |                | Vereinigte Staaten     | Geschäftsreiseflugzeug     |                  | 2              |                | [ 4 ]                                               |
| Gulfstream II           |                | Vereinigte Staaten     | Geschäftsreiseflugzeug     |                  | 1              |                | [ 4 ]                                               |
| Gulfstream IV           |                | Vereinigte Staaten     | Geschäftsreiseflugzeug     | IV G450          | 1 1            |                | [ 4 ]                                               |
| Gulfstream G550         |                | Vereinigte Staaten     | Geschäftsreiseflugzeug     |                  | 1              |                | [ 4 ]                                               |
| BAe 146                 |                | Vereinigtes Königreich | Geschäftsreiseflugzeug     |                  | 3              |                | [ 4 ]                                               |
| Schulflugzeuge          |                |                        |                            |                  |                |                |                                                     |
| F-5 Freedom Fighter     |                | Vereinigte Staaten     | Schulflugzeug              | F-5EF-5F         | 12             |                |                                                     |
| F-16 Fighting Falcon    |                | Vereinigte Staaten     | Schulflugzeug              | F-16D            | 4              |                |                                                     |
| BAE Hawk                |                | Vereinigtes Königreich | Schulflugzeug              | Hawk 129         | 6              |                |                                                     |
| Fournier RF-6           |                | Vereinigtes Königreich | Schulflugzeug              | T67M-260         | 3              |                |                                                     |
| Hubschrauber            |                |                        |                            |                  |                |                |                                                     |
| AH-1 Cobra              |                | Vereinigte Staaten     | Kampfhubschrauber          | AH-1EAH-1F       | 22             |                |                                                     |
| AH-1Z Viper             |                | Vereinigte Staaten     | Kampfhubschrauber          |                  | 12             |                | Im Jahr 2023 wurden alle Hubschrauber ausgeliefert. |
| Bell 212                |                | Vereinigte Staaten     | Mehrzweckhubschrauber      | Bell 212Bell 412 | 21             |                |                                                     |
| UH-60 Black Hawk        |                | Vereinigte Staaten     | Transporthubschrauber      | S-70UH-60M       | 8              |                |                                                     |
| Sikorsky S-92           |                | Vereinigte Staaten     | Geschäftsreisehubschrauber | S-92A            | 1              |                | [ 4 ]                                               |
| Schulungshubschrauber   |                |                        |                            |                  |                |                |                                                     |
| AH-1 Cobra              |                | Vereinigte Staaten     | Schulungshubschrauber      | AH-1P            | 8              |                |                                                     |
| Bölkow Bo 105           |                | Deutschland            | Schulungshubschrauber      |                  | 4              |                |                                                     |

Der größte Teil der Luftstreitkräfte sind auf der Sheikh Isa Air Base stationiert.

### Waffensysteme
Luft-Luft-Raketen:
- AIM-9 P Sidewinder
- AIM-7 Sparrow
- AIM-120 B/C AMRAAM

Luft-Boden-Raketen:
- AGM-65 D/G Maverick
- BGM-71 TOW

Bomben:
- Paveway II

## Einsätze
Im Syrischen Bürgerkrieg unterstützte die Luftwaffe Bahrains die Vereinigten Staaten bei Bombardierungen gegen Stellungen der Terrororganisation Islamischer Staat.

## Sonstige Sicherheitskräfte
Die weiteren Sicherheitskräfte, wie Polizei und Küstenwache, unterstehen dem bahrainischen Innenministerium.
Zu Erfüllung ihrer Aufgaben unterhält die bahrainische Polizei zwei Bell 412 und eine Bell 427.
Die 260 Mann starke Küstenwache verfügt neben diversen Patrouillenbooten auch über drei Landungsboote und ein Luftkissenfahrzeug. Sie hat ihr Hauptquartier in Bandar-Dar und verfügt über einen Stützpunkt in al-Muharraq.